# Wolfgang Händler

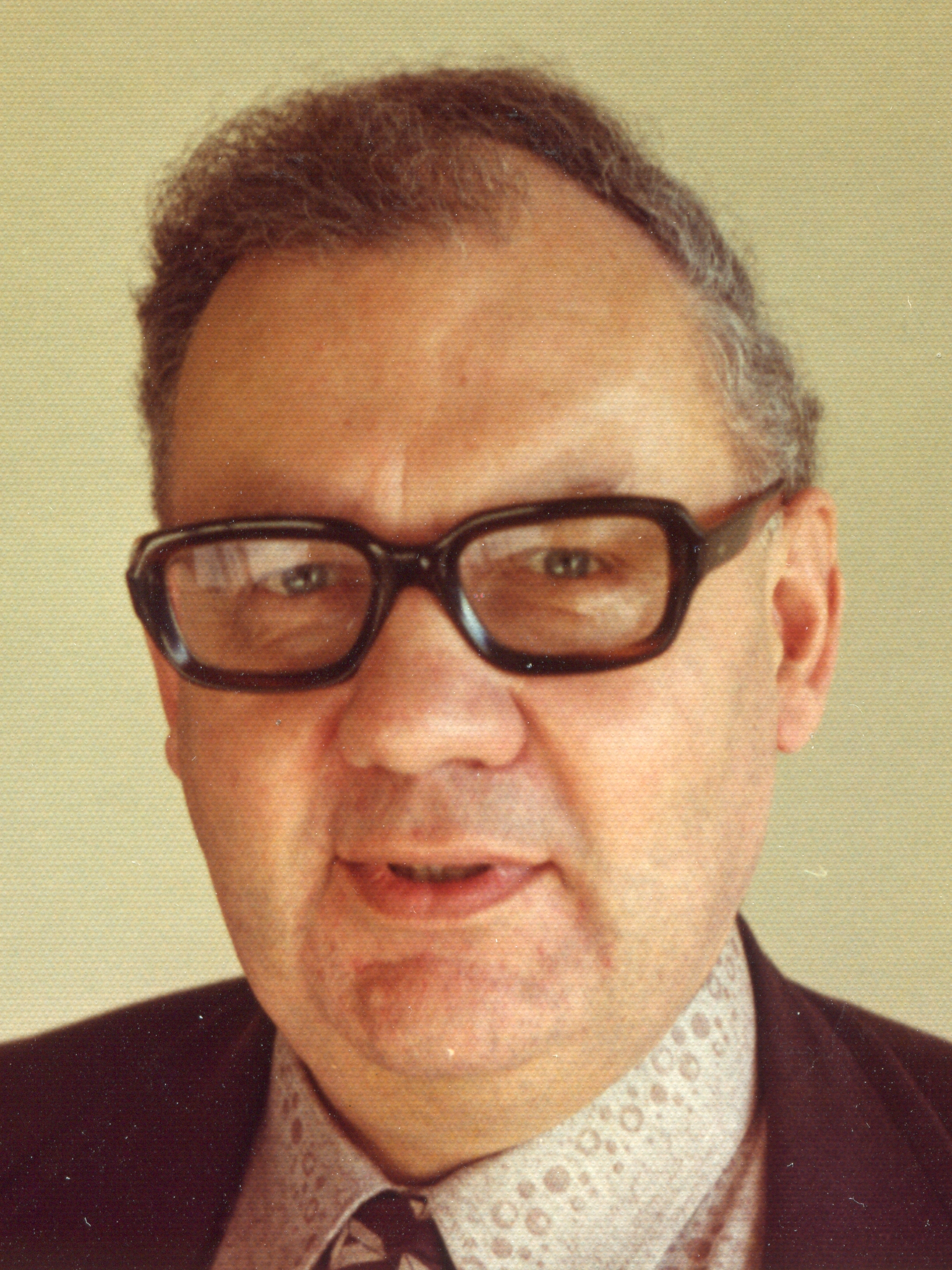
Wolfgang Händler (1973)

Wolfgang Händler (* 11. Dezember 1920 in Potsdam; † 19. Februar 1998) war ein deutscher Computerpionier, Informatiker und Hochschullehrer.

## Leben
Wolfgang Händler wurde kurz nach Gründung der Weimarer Republik in Potsdam geboren. In der Zeit des Nationalsozialismus begann er 1941 während des Zweiten Weltkrieges an der Technischen Hochschule Danzig ein Studium des Schiffsmaschinenbaus und der Schiffselektrotechnik. Für die Kriegsmarine konstruierte er einen Analogrechner. Noch vor Abschluss seines Studiums wurde Händler im Jahre 1944 zum aktiven Dienst in der Kriegsmarine einberufen und diente als Funker auf einem U-Boot.
Nach dem Ende des Krieges studierte Händler Mathematik an der Christian-Albrechts-Universität zu Kiel in der Britischen Besatzungszone und schloss sein Studium im Jahre 1948 mit dem Diplom ab. Er arbeitete daraufhin in der Forschungsabteilung des Nordwestdeutschen Rundfunks in Hamburg an der Synthese von Filtern zur Verbesserung des Fernsehbildes.
Im Jahre 1957 ging er zu Telefunken, wo er die Projektleitung der Entwicklung des Großrechners TR 4 innehatte und u. a. mit Otto Müller zusammenarbeitete. Parallel zur Arbeit an der TR 4 promovierte Händler an der Technischen Universität Darmstadt im Jahre 1958 bei Alwin Walther mit der Dissertation Ein Minimisierungsverfahren zur Synthese von Schaltkreisen (Minimisierungsgraphen).
Händler wurde 1963 Professor am Lehrstuhl für Elektronische Rechenanlagen an der Gottfried Wilhelm Leibniz Universität Hannover und leitete zusammen mit Günter Bertram das Rechenzentrum.
Im Jahre 1966 wurde Händler Professor an der Friedrich-Alexander-Universität Erlangen-Nürnberg und leitete das Institut für Mathematische Maschinen und Datenverarbeitung.
1986 wurde Händler emeritiert. An der Friedrich-Alexander-Universität Erlangen-Nürnberg trägt das Wolfgang-Händler-Hochhaus seinen Namen.

## Schaffen
Schon sehr früh befasste Händler sich mit der Rechentechnik, was bereits während seines Studiums im Zweiten Weltkrieg in dem Bau eines Analogrechners zum Ausdruck kam.
In seiner Doktorarbeit beschäftigte Händler sich mit der Schaltalgebra, d. h. einer mathematischen Beschreibung logischer Schaltungen, bei der Schaltkreise durch boolesche Ausdrücke repräsentiert werden, und entwarf eine Alternative zu den bekannten Minimierungsverfahren boolescher Funktionen. Zusätzlich zu den Karnaugh-Veitch-Diagrammen und dem Verfahren nach Quine und McCluskey bot sich nun der Kreisgraph von Händler an, der Minterme auf Knoten eines Graphen abbildet.
In den 1950ern war Händler zudem als Projektleiter führend an einer Computer-Pionierarbeit beteiligt bei der Entwicklung des TR 4, welcher der erste europäische Großrechner war.
Unter Leitung von Friedrich L. Bauer und Wolfgang Händler erarbeiteten im Jahre 1969 Fachausschüsse der Gesellschaft für Angewandte Mathematik und Mechanik und der Nachrichtentechnischen Gesellschaft Studienmodelle für das neu zu etablierende Studienfach Informatik, auf deren Grundlage die Studienpläne an den Hochschulen konzipiert wurden.
Nachdem im Westen der USA 1969 die ersten vier Interface-Message-Processor-Paketvermittlungsknoten vernetzt wurden, als Grundstein des ARPANET, dem Vorläufer des heutigen Internets, berichtete 1973 Wolfgang Händler als Erster im deutschsprachigen Raum über diese neue Technologie und Infrastruktur.
In den 1970er begann Händler, Pionierarbeit auf dem Gebiet der Parallelrechner zu leisten. Von ihm stammt das Erlangen Classification System zur Klassifizierung von Parallelrechnern. Besonders erwähnenswert ist das Multiprozessorsystem DIRMU (Distributed Reconfigurable Multiprocessor Kit). Erkenntnisse hieraus verwendete Händler in seiner Beteiligung am SUPRENUM-Projekt, das den zeitweilig weltweit leistungsfähigsten Parallelrechner hervorbrachte.

## Publikationen
- Ein Minimisierungsverfahren zur Synthese von Schaltkreisen (Minimisierungsgraphen), Dissertation, Universität Kiel, 1958[6]
- Der Äquivalenzkalkül: Ein Formalismus zur Beschreibung digitaler Nachrichtengeräte. Zus. m. Theodor Fromme. Cf. Die Schaltmatrizen, Vieweg, Braunschweig, 1962.
- Das ARPANET. In: Arbeitsberichte des IMMD (Institut für Mathematische Maschinen und Datenverarbeitung). Heft 4/1973. Erster deutschsprachiger Bericht über das Arpanet.
- Kybernetik und Bionik: Berichtswerk über den 5. Kongress der Deutschen Gesellschaft für Kybernetik, hrsg. zus. m. Wolf-Dieter Keidel u. Manfred Spreng, 1974.
- Zum Gebrauch von Graphen in der Schaltkreis- und Schaltwerktheorie, 1961, in: Colloquium über Schaltkreis- und Schaltwerk-Theorie, Birkhäuser Basel, 2014.
- Rechnerarchitektur, Grundlagen und Verfahren, Springer Verlag, 1980.
- Mitverfasser von: Parallelrechner – Architekturen, Systeme, Werkzeuge, hrsg. v. Klaus Waldschmidt. Weitere Autoren u. a. Arndt Bode, Mario Dal Cin. B. G. Teubner, Stuttgart, 1995.